# Введенская церковь (Лава)
Церковь в честь Введения во храм Пресвятой Богородицы — утраченная православная церковь в селе Лава Сурского района Ульяновской области.

## История
Когда была построена первая церковь неизвестно, но с XVIII века Лава была селом. В 1876 году прихожанами была построена новая деревянная церковь. Престолов в ней три: главный (холодный) — в честь Введения во храм Пресвятой Богородицы и в приделах (тёплый): в правом в честь — Казанской иконы Божией Матери и в левом — во имя Святителя и Чудотворца Николая. Причт состоял из священника, диакона и псаломщика. Дома для священника, диакона и псаломщика общественные, построены на церковной земле. Земская школа существовала с 1867 года. В 1900 году была открыта церковно-приходская школа.
В 1930-х годах церковь закрыли, а после 1955 года разрушена.
С 1993 года церковь начали восстанавливать.